# Martinópole
Martinópole är en kommun i Brasilien.   Den ligger i delstaten Ceará, i den östra delen av landet, 1 600 km nordost om huvudstaden Brasília. Antalet invånare är 10 220.
Omgivningarna runt Martinópole är huvudsakligen savann. Runt Martinópole är det glesbefolkat, med 17 invånare per kvadratkilometer.